# Regensburger Religionsgespräch (1601)
Das Regensburger Religionsgespräch von 1601 (auch Regensburger Kolloquium genannt) fand im Zuge des Regensburger Reichstags statt. Die Gespräche begannen am 18. November und dauerten bis zum 7. Dezember 1601; es fanden insgesamt 14 Arbeitssitzungen statt.
Das Religionsgespräch wurde auf Betreiben Herzog Maximilians von Bayern und Herzog Philipp Ludwigs von Pfalz-Neuburg einberufen. Die Verhandlungen fanden im Regensburger Rathaus statt und wurden in lateinischer Sprache geführt. Geplant war ein Religionsgespräch zwischen katholischen und lutherischen Theologen über die Heilige Schrift.
Auf protestantischer Seite waren Ägidius Hunnius, Theologieprofessor in Wittenberg, Jakob Hailbronner, Hofprediger in Neuburg, und Pfarrer (später Superintendent) Magnus Agricola maßgeblich beteiligt, auf katholischer Seite der Ingolstädter Professor und Universitäts-Vizekanzler Albert Hunger und der ebenfalls in Ingolstadt lehrende Jakob Gretser, beide Jesuiten. Gretser wurde ab dem vierten Gespräch durch seinen jüngeren Ordensbruder Adam Tanner ersetzt, angeblich wegen einer Grippe-Erkrankung, in Wirklichkeit wohl, weil der schlecht vorbereitete Gretser den protestantischen Gegnern argumentativ nichts entgegenzusetzen hatte und „fast alles zu verderben schien.“
Inhalt des Disputs war, ob die Heilige Schrift als alleinige Rechtsquelle bei Glaubensstreitigkeiten zu gelten habe, oder ob es weitere Quellen geben könne, wie etwa die Überlieferung oder das päpstliche Lehramt. Zur Untermauerung des eigenen Standpunkts wurden von protestantischer Seite zehn und von katholischer Seite fünf Thesen aufgestellt. Das Gespräch scheiterte vor allem wegen der fehlenden Bereitschaft in beiden Lagern, auf Polemik und Beschimpfungen zu verzichten. Es gilt als das letzte große Religionsgespräch, das im Rahmen eines Reichstags stattfand.